# Lotta Engbergs
Lotta Engbergs var ett dansband i Skara i Sverige  som bildades 1994, då sångerskan Lotta Engberg lämnade Lotta & Anders Engbergs orkester, som startats 1989. Lotta Engbergs nya dansband hette egentligen Lotta Engbergs orkester, men på albumomslag och andra titlar kortades detta ganska snart ned till Lotta Engbergs. Lotta Engbergs upphörde slutligen 2002, då Lotta Engberg lämnade dansbandsgenren .
Lotta Engbergs hade ett annat sound än Lotta & Anders Engbergs orkester, då Lotta Engberg ökade sin inriktning på att sjunga lugna, ibland visliknande, sånger som "Juliette & Jonathan", "Blå, blå är himmelen" och "En liten stund på Jorden". i stället för de tidigare mer fartfyllda och klämkäcka dansbandslåtarna som under hennes första år som artist samt åren i Lotta & Anders Engbergs orkester var något av hennes paroll.

## Medlemmar
| Namn              | Banduppgift                          | Medlemsår |
| ----------------- | ------------------------------------ | --------- |
| Lotta Engberg     | sång, Klaviatur                      | 1994–2002 |
| Peter Åhs         | gitarr, klaviatur (ibland även sång) | 1994–2002 |
| Pedro Johansson   | klaviatur                            | 1994.2002 |
| Bengan Andersson  | trummor                              | 1998–2002 |
| Anders Gustavsson | trummor                              | 1994–1998 |
| Per Strandberg    | bas, gitarr, kör (ibland även sång)  | 1994–2002 |
| Patrik Ehlersson  | gitarr, saxofon                      | 1994–2002 |

## Diskografi

### Studioalbum
| Titel                          | Släppår |
| ------------------------------ | ------- |
| Våra nya vingar                | 1994    |
| Äntligen på väg                | 1996    |
| Åh vad jag älskade dig just då | 1998    |
| Tjejer & snubbar               | 1999    |
| Vilken härlig dag              | 2000    |

### Samlingsalbum
| Titel                    | Släppår |
| ------------------------ | ------- |
| Håll om mig nu           | 1997    |
| Stanna en stund          | 2000    |
| En liten stund på jorden | 2000    |

### Singlar
| Titel                                                                               | Släppår |
| ----------------------------------------------------------------------------------- | ------- |
| Våra nya vingar/Innan natten blir till dag/Ta mej som jag e                         | 1994    |
| Någon/Ringen på mitt finger                                                         | 1994    |
| Håll om mig nu/Quando sei qui con me (Därför älskar jag dig)                        | 1995    |
| Juliette & Jonathan/Högt upp i det blå                                              | 1996    |
| I'm Gonna Rock It/Lämna mig aldrig                                                  | 1996    |
| Åh, vad jag älskade dig just då/Om jag bara kunde                                   | 1998    |
| Var rädda om kärleken/Hatten av för farmor (Hatten af for farmor)                   | 1998    |
| En liten stund på Jorden/Det finns ingenting att hämta (Blame it on the Bossa Nova) | 2000    |

## Melodier på Svensktoppen
| Titel                                | Inträdesår/Utträdesår |
| ------------------------------------ | --------------------- |
| Våra nya vingar                      | 1994                  |
| Någon                                | 1994–1995             |
| Ringen på mitt finger                | 1995                  |
| Håll om mig nu                       | 1996                  |
| Juliette & Jonathan                  | 1996                  |
| Åh vad jag älskade dig just då       | 1998                  |
| Var rädda om kärleken                | 1998                  |
| Om jag bara kunde                    | 1998                  |
| Inget mera regn                      | 1999                  |
| Tjejer & snubbar, kärringar & gubbar | 1999                  |
| Stanna en stund                      | 1999                  |
| En liten stund på Jorden             | 2000                  |
| Brinner för dej                      | 2000                  |
| Vilken härlig dag                    | 2001                  |

### Testades på Svensktoppen men missade listan
| Titel                    | Testår |
| ------------------------ | ------ |
| När jag vilar i din famn | 1996   |
| Blå, blå är himmelen     | 2001   |

## TV-framträdanden
| Program         | År/månad   | Låtar |
| --------------- | ---------- | --- |
| Café Norrköping | 1994 mars  | Ta mig som jag e’/Innan natten blir till dag/Dröm om mej/ Foot tapper/Allt jag vill säga/Ännu en vacker dag        |
| Kär och galen   | 1994       | Våra nya vingar/Räck mej din hand/Därför älskar jag dig/ Schlager-medley/You’ve got a friend/Ringen på mitt finger |
| Stora famnen    | 1994 april | Våra nya vingar/Innan natten blir till dag                                                                         |

### Fotnoter
1. ↑  Svenska dansband - Lotta Engbergs
2. ↑  Aftonbladet 15 juli 2002 - Lotta Engberg lägger av